# Niatsimba Mutota
Niatsimba Mutota (em xona: Nyatsimba Mutota) foi um suposto rei de Grande Zimbábue em meados do século XV e fundador do Império Monomotapa, mais a norte. De acordo com a tradição oral, havia carestia de sal, o que talvez seja alusão às privações que a comunidade enfrentava, e por isso decidiu migrar para o norte, fundando nova capital na área do Dande, entre o Mazoé e o Huniani. Sua existência é questionada, sendo talvez uma personificação de um fundador do novo império dos xonas carangas. Sua fundação, a julgar por sua localização, devia estar ligada ao interesse de controlar o comércio interiorano vindo do oceano Índico e competir com Ingombe Ilede, no rio Zambeze.